# Sabedoria

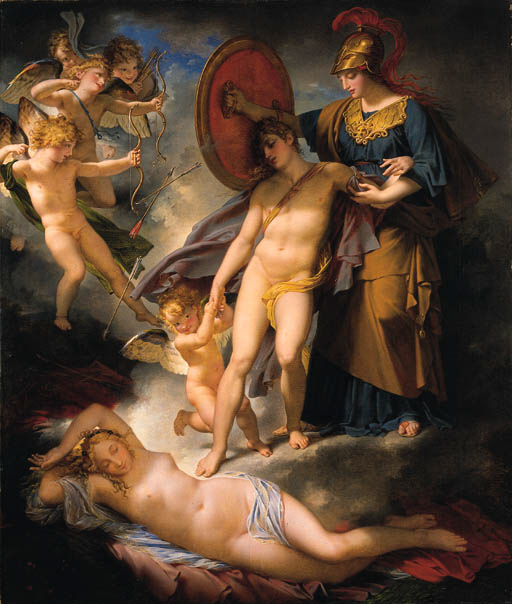
A Sabedoria defendendo a Juventude contra o Amor por Meynier, c. 1810

Sabedoria, sapiência ou sagacidade (do latim sapere — que tem sabor.) é a condição de quem tem conhecimento, erudição. O equivalente em grego "sofia" (Σοφία) é o termo que equivale ao saber – presente na formação de palavras como teosofia, significando, ainda, habilidade manual, ciência e sabedoria.
O termo encontra definições distintas conforme a ótica filosófica, teológica ou psicológica. No sentido comum, a sabedoria é a qualidade que dá sensatez, prudência, moderação à pessoa, ao passo em que para a religião é o "conhecimento inspirado nas coisas divinas e humanas".
A sabedoria está associada a atributos como juízo sem viés, compaixão, autoconhecimento experiencial, autotranscendência e não apego, e a virtudes como ética e benevolência.

## Histórico
A humanidade se interessa pela compreensão da sabedoria desde seus primórdios; já no Antigo Egito a sabedoria é citada em registros que datam de 3.000 a.C. e os gregos acreditavam que ela seria uma dádiva que os deuses concediam aos filósofos, para com ela poderem contemplar a verdade; em sendo o objeto em si do saber filosófico, ela é a virtude que leva os homens à busca do bem, da verdade, do belo.

## Filosofia e Mitologia clássicas

### Concepção no pensamento clássico antigo

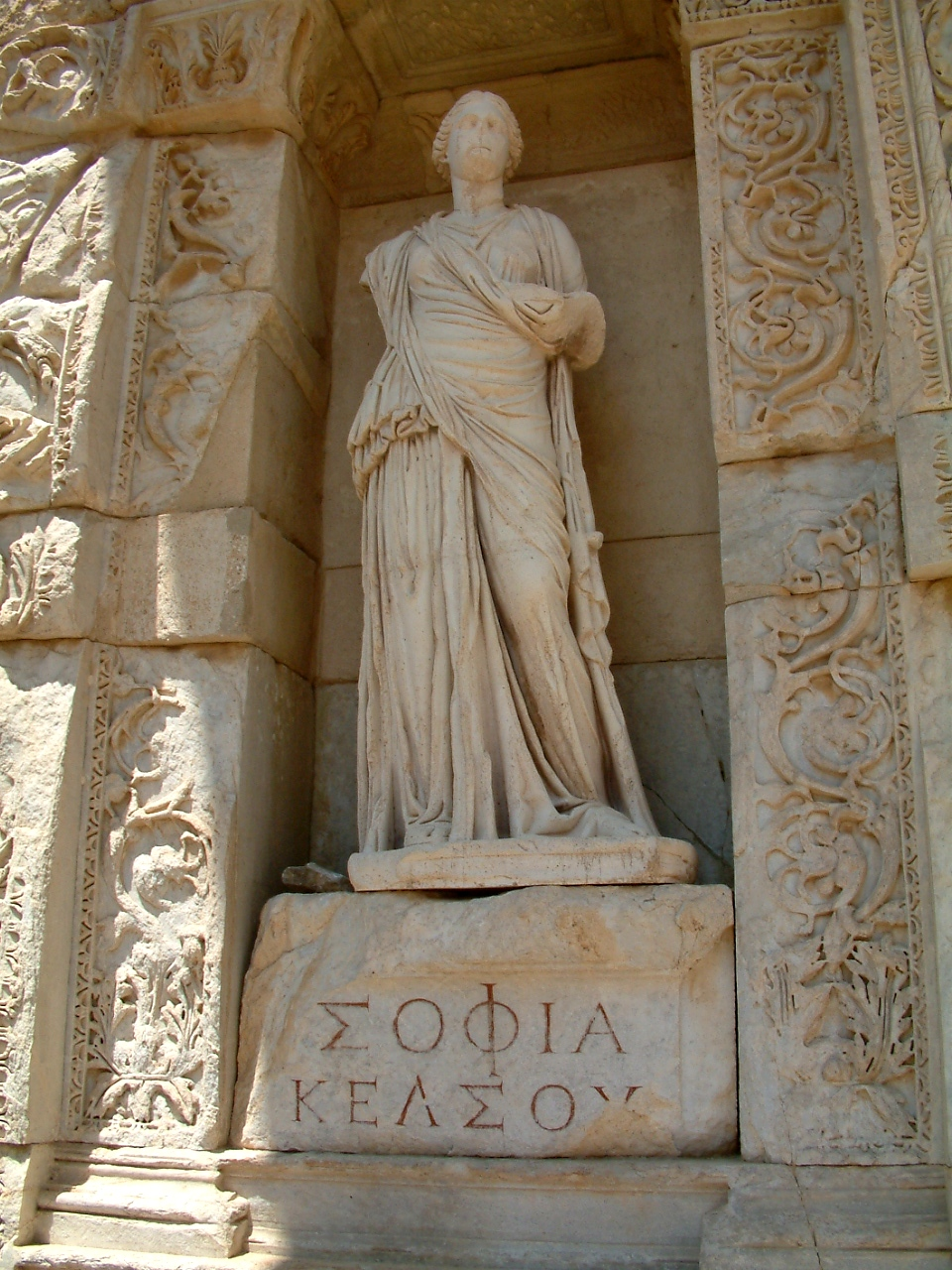
Personificação da Sabedoria na biblioteca de Éfeso, atual Turquia

Os antigos gregos consideravam a sabedoria uma importante virtude, personificada como as deusas Metis e Atena. Metis foi a primeira esposa de Zeus, que, segundo a Teogonia de Hesíodo, teria a devorado grávida; Zeus ganhou o título de Mêtieta ("O Conselheiro Sábio") após isso, pois Metis era a personificação da sabedoria, e ele deu à luz a Atena, que se diz ter surgido de sua cabeça; Atena foi retratada como forte, justa, misericordiosa e casta. Apolo também era considerado um deus da sabedoria, designado como condutor das Musas (Musagetes), que eram personificações das ciências e artes inspiradas e poéticas; segundo Platão em seu Crátilo, o nome de Apolo poderia significar também "Ballon" (arqueiro) e "Omopoulon" (unificador dos polos [divino e terreno]), pois esse deus era responsável por inspirações divinas e certeiras, considerado assim um arqueiro que acertava na cura e em profecias: “ele é um arqueiro que nunca erra". Apolo era considerado o deus que profetizava através das sacerdotisas (pítia) no Templo de Delfos dedicado a ele, onde havia inscrito o dístico "Conhece-te a ti mesmo." (gnōthi seauton), parte da sabedoria das 147 máximas délficas. Ele era contrastado com Hermes, relacionado às ciências e sabedoria técnica, e que nos primeiros séculos depois de Cristo foi associado a Thoth em um sincretismo egípcio, sob a denominação de Hermes Trimegisto. A tradição grega registrava sobre os primeiros introdutores da sabedoria, no grupo dos Sete Sábios da Grécia.
O conceito é essencial para a filosofia grega antiga, tendo a busca pelo verdadeiro conhecimento (episteme) contra a opinião (doxa). Para Sócrates e Platão, a filosofia era literalmente o amor pela Sabedoria (philo-sophia). Isso permeia os diálogos de Platão, especialmente A República, em que os líderes de sua utopia proposta devem ser reis filósofos, governantes que entendem a Ideia do Bem e possuem a coragem de agir de acordo. Aristóteles, em sua Metafísica, definiu a sabedoria como a compreensão das causas, ou seja, saber porque as coisas são de um certo modo, que é mais profundo do que simplesmente saber que as coisas são de uma certa maneira. De fato, foi Aristóteles quem primeiro fez distinção entre os aspectos phronesis e sophia da sabedoria.
Segundo as narrativas de Platão e Xenofonte, a pítia no Oráculo de Delfos respondeu à pergunta "quem é o homem mais sábio da Grécia?", afirmando que Sócrates era o homem mais sábio; segundo a Apologia a Sócrates, ele, intrigado, decidiu investigar as pessoas que poderiam ser consideradas as mais sábias por suas técnicas, tendo enfim concluído que faltava verdadeiro conhecimento a esses outros:
[…] οὗτος μὲν οἴεταί τι εἰδέναι οὐκ εἰδώς, ἐγὼ δέ, ὥσπερ οὖν οὐκ οἶδα, οὐδὲ οἴομαι [aquele homem acredita saber alguma coisa, sem sabê-la, enquanto eu, como não sei nada, também estou certo de não saber.]
Assim, ficou imortalizada na frase "só sei que nada sei" a noção de que é sábio reconhecer o tamanho da própria ignorância e ter humildade epistêmica. No diálogo O Banquete de Platão, Diotima de Mantineia afirma que o amor à sabedoria faz parte dos últimos degraus da escada do amor.
Os antigos romanos também valorizavam a sabedoria personificada em Minerva ou Palas. Ela também representa um conhecimento hábil e as virtudes, especialmente a castidade. Seu símbolo, ícone de Atena e da pólis ateniense, era a coruja, que ainda é uma representação popular da sabedoria, porque pode ver na escuridão. Dizem que ela nasceu da testa de Júpiter.
Os dentes molares, conhecidos popularmente em português como dentes do siso ou juízo, tem sua alcunha originada da tradição clássica, que nos escritos hipocráticos já foram chamados de sóphronistér (relacionado ao significado de moderação ou ensinar uma lição), e em latim dens sapientiae (dente da sabedoria), pois surgem na idade de maturidade ao final da adolescência e início da vida adulta. O termo é encontrado em inglês como wisdom tooth.

## Educação

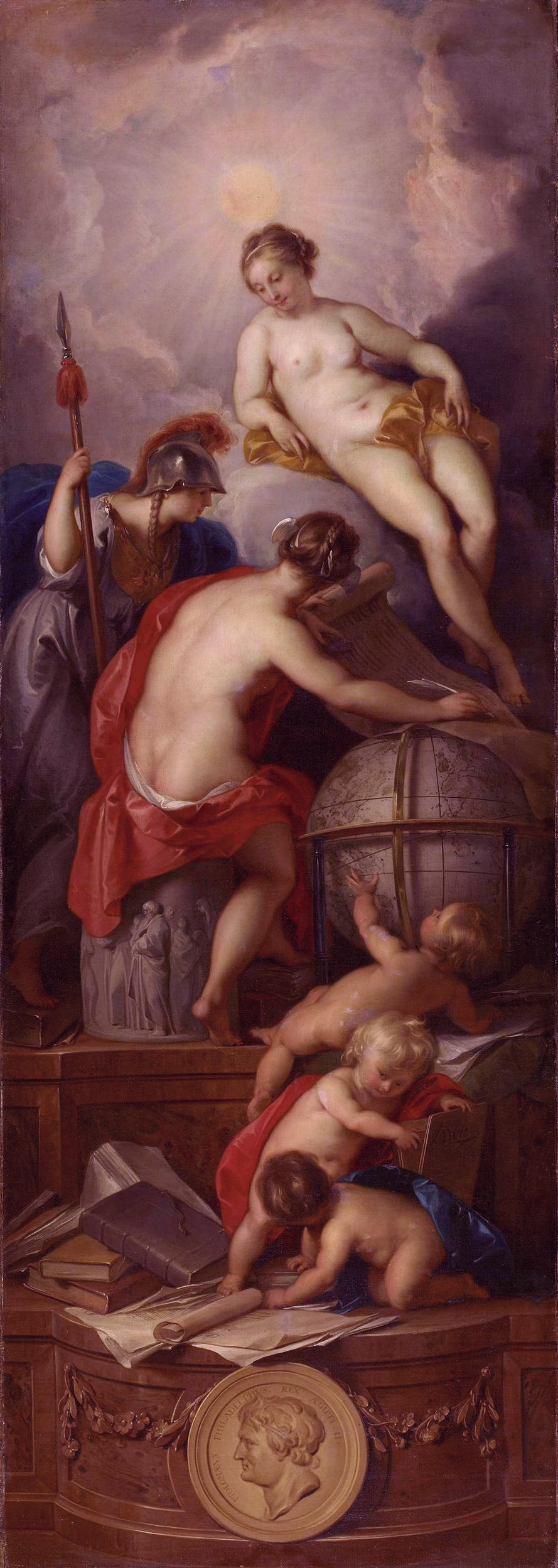
Verdade e Sabedoria auxiliam a História a escrever por Jacob de Wit, 1754

Nos Estados Unidos, as escolas públicas têm uma abordagem para a educação do caráter. Pensadores do século XVIII, como Benjamin Franklin, referiram-se a isso como treinamento de sabedoria e virtude. Tradicionalmente, as escolas compartilham a responsabilidade de construir caráter e sabedoria junto aos pais e à comunidade.
Nicholas Maxwell, um filósofo contemporâneo no Reino Unido, defende que a academia deve alterar seu foco da aquisição de conhecimento para a busca e promoção da sabedoria. Isso ele define como a capacidade de perceber o que é de valor na vida, para si mesmo e para os outros. Ele ensina que novos conhecimentos e saber-fazer tecnológico aumentam nosso poder de agir. Sem sabedoria, porém, Maxwell afirma que esse novo conhecimento pode causar danos humanos além do bem à humanidade. A sabedoria é a aplicação do conhecimento para atingir um objetivo positivo, recebendo instruções para governar a si mesmo.

## Religião
A veneração por sábios e a transmissão de seus ensinamentos são fundamentos de todas as religiões conhecidas, sendo parte em específico da chamada literatura sapiencial. Considerada um atributo divino, a sabedoria é portanto um objeto de estudo da teologia.

### Concepção na religião mesopotâmica e egípcia
Na mitologia e religião mesopotâmica antiga, Enki, também conhecido como Ea, era o Deus da sabedoria e inteligência. A Sabedoria divina permitia o desígnio previdente de funções e o ordenamento do cosmos. Além de hinos a Enki ou Ea datados do terceiro milênio a.C., há entre as tabuletas de barro de Abu Salabikh de 2600 a.C., consideradas os textos mais antigos já datados, um "Hino a Shamash" registra escrito:
"Vasto é o pátio da câmara noturna de Shamash, [vasto igual o ventre de] uma mulher grávida sábia! Sin (Lua), seu guerreiro, sábio, ouviu falar das oferendas e desceu para a sua festa. Ele é o pai da nação e o pai da inteligência.”
O conceito de Logos ou palavra manifesta do pensamento divino, conceito presente também na filosofia e hinos do Egito e da Grécia antiga (sendo central para o pensador Heráclito) e nas tradições abraâmicas, parece ter se derivado da cultura mesopotâmica.
Sia representa a personificação da percepção e reflexão na mitologia tradicional aderida no Antigo Egito. Thoth, casado com Maat (no egípcio antigo, significa ordem, retidão, verdade), também era importante e considerado como introdutor nacional da sabedoria.

### Concepção no zoroastrianismo
Nos hinos do Avestá tradicionalmente atribuídos a Zoroastro, os Gatas, Aúra-Masda significa "Senhor" (Aúra) e "Sabedoria" (Masda), e é a divindade central que personifica o bem, sendo também chamada de "Bom Pensamento" (Vohu Mana). No zoroastrismo em geral, a ordem do universo e a moral é chamada de Asha (no avéstico, verdade, retidão), determinada pelos desígnios desse Pensamento onisciente e considerada também uma divindade emanada de Aúra (Amesa-Espenta), relacionada também a outra, Espenta Mainiu (Mentalidade ativa). É dito no Iasna 31:
Acontecerá o melhor sobre aquele quem, sabendo, fala comigo a palavra verdadeira da Ordem (Asha) - de Bem-Estar e da Imortalidade; mesmo o Reino de Mazda, cujo Bom Pensamento aumentará para ele.
Sobre o que Ele, no princípio, assim pensara, “que os reinos abençoados sejam cheios de Luz”, Ele que por sua sabedoria criou a Retidão.

### Concepção das religiões abraâmicas
O judaísmo adota o conceito de Chokmah para descrever a sabedoria. A Bíblia é considerada pelos judeus (a Bíblia Hebraica sendo parte da Torá) e cristãos como fonte do saber divino, e inúmeras passagens dela citam o tema, sendo ele principalmente abordado no Livro da Sabedoria (dito "de Salomão", que busca a sabedoria em 2 Crônicas 1:10), além dos Salmos e Provérbios. Na tradição judaico-cristã, os fiéis nela se baseiam por exemplo a partir de Eclesiastes 1:5 "Fonte de sabedoria é a palavra de Deus nos céus". Paulo de Tarso, mestre no judaísmo, cita essa tradição na Epístola de Paulo aos Hebreus 1:3, afirmando que Deus é a origem de toda sabedoria; Jesus enfatizava a sabedoria, segundo Mateus 11:19 e 10:16.
Esta visão levou, na Idade Média europeia, à construção ocidental da ideia de que todas as ciências estariam, portanto, subordinadas à teologia, como preconizou no século XIII o estudioso, São Boaventura de Bagnoreggio: entender as coisas equivalia a entender a Deus que é a sabedoria e o criador - e seus ensinamentos estariam nas Escrituras Sagradas; para se atingir a sabedoria, portanto, era mister compreender as palavras de Deus, e assim poder fazer uso do intelecto. Nas tradições ortodoxas cristãs, a Sabedoria tem um papel importante em suas teologias, denominada Sofia, e seu campo de estudos Sofiologia. No gnosticismo, uma personificação da sabedoria é recorrente em diversas doutrinas, também encontrada na denominação de Sophia (ver sobre em específico a página Sofia (gnosticismo)).
O conceito de Sabedoria divina também permitiu o desenvolvimento precoce da filosofia e ciências islâmicas, no Islamismo sendo considerada um atributo denominado "Hikmah" (árabe: حكمة ḥikma, correspondendo ao termo Chokmah hebraico), e o Criador podendo ser chamado, segundo Ibn Arabi, de al-Hakim ("O Sábio"). Passagens no Corão incluem notavelmente a Sura 2:269: "Ele dá sabedoria a quem Ele deseja, e a quem quer que tenha sido dada sabedoria, certamente foi-lhe dado muito bem. E ninguém se recordará, exceto aqueles de entendimento." A sabedoria é estreitamente vinculada à noção de verdade, que também é um conceito filosófico e teológico de maior relevância para as religiões abraâmicas. Sobre ela, vemos no início do livro do primeiro filósofo árabe, Al-Kindi:
Não devemos nos envergonhar de admirar a verdade ou adquiri-la, de onde quer que ela venha. Mesmo que venha de nações longínquas e povos estrangeiros, não há para o estudante da verdade nada mais importante que a verdade, nem a verdade é menosprezada ou diminuída por aquele que a declara ou transmite; ninguém é humilhado pela verdade, antes todos são enobrecidos por ela.

### Conceito nas religiões indianas
Nas tradições indianas, a sabedoria é chamada de prajña ou vijñana, considerada um estado de mente e alma que permite a iluminação e libertação de um indivíduo.
No hinduísmo, são comumente considerados deuses que a personificam, como Ganesha, acompanhado também por Sarasvati.
असतो मा सद्गमय । Asatō mā sadgamaya
तमसो मा ज्योतिर्गमय । tamasō mā jyōtirgamaya
मृत्योर्मा अमृतं गमय । mr̥tyōrmā amr̥taṁ gamaya
ॐ शान्तिः शान्तिः शान्तिः ॥ Om śāntiḥ śāntiḥ śāntiḥ
- Br̥hadāraṇyakopaniṣat 1.3.28
"Senhor, guia-me do irreal ao real.
Conduza-me das trevas para a luz.
Leva-me da morte para a imortalidade.
Que haja paz, paz e paz perfeita".
Brihadaranyaka Upanishad 1.3.28.
Nas tradições budistas, desenvolver sabedoria é de importância central, em que o objetivo final é muitas vezes apresentado como "ver as coisas como elas são" ou como adquirir uma "compreensão penetrante de todos os fenômenos", o que por sua vez é descrito como levando à "completa libertação do sofrimento." No budismo, o desenvolvimento da sabedoria é realizado através de uma compreensão do que é conhecido como as Quatro Nobres Verdades e seguindo o Nobre Caminho Óctuplo. Esse caminho lista a atenção plena como um dos oito componentes necessários para cultivar a sabedoria.
As escrituras budistas ensinam que uma pessoa sábia geralmente é dotada de conduta boa e talvez corporal, e às vezes boa conduta verbal e boa conduta mental (Anguttara Nikaya 3:2). Uma pessoa sábia realiza ações que são desagradáveis de fazer, mas dão bons resultados; não faz ações que são agradáveis de fazer, mas dão maus resultados (AN 4:115). A sabedoria é o antídoto para o veneno auto-escolhido da ignorância. O Buda tem muito a dizer sobre o assunto da sabedoria, incluindo:
- Aquele que arbitra um caso pela força não se torna justo (estabelecido no Dhamma). Mas o homem sábio é aquele que cuidadosamente discrimina entre o certo e o errado.[38]
- Aquele que lidera os outros pela não-violência, justa e equitativamente, é de fato um guardião da justiça, sábio e justo.[39]
- Um não é sábio apenas porque fala muito. Mas aquele que é calmo, livre de ódio e medo, é verdadeiramente chamado de homem sábio.[40]
- Apenas pela quietude, não se torna um sábio (muni) se ele é tolo e ignorante. Mas aquele que, como se estivesse segurando uma balança, pega o bem e evita o mal, é um homem sábio; ele é de fato um muni por essa mesma razão. Aquele que entende o bem e o mal como eles realmente são, é chamado de verdadeiro sábio.[41]

Para recuperar a sabedoria suprema original da natureza própria (Natureza de Buda ou Tathagata) coberta pelos três venenos empoeirados auto-impostos (os kleshas: cobiça, raiva, ignorância), Buda ensinou aos seus alunos o triplo treinamento de transformar ganância em generosidade e disciplina, raiva em bondade e meditação, ignorância em sabedoria. Como o Sexto Patriarca do Budismo Chán, Huineng, disse em seu Sutra da Plataforma, "Mente sem disputa é disciplina da natureza própria, mente sem perturbação é meditação da natureza própria, mente sem ignorância é a sabedoria da natureza própria."
Nas linhagens maaianas e esotéricas do budismo, Mañjuśrī é tido por personificação da Sabedoria búdica.

### Conceito na religião chinesa
O termo budista Prajñā foi traduzido para o chinês como 智慧 (pinyin zhìhuì, caracteres 智 "conhecimento" e 慧 "brilhante, inteligente").
De acordo com o livro Doutrina do Meio, Confúcio disse:

"O amor ao aprendizado é semelhante à sabedoria. Praticar com vigor é semelhante à humanidade. Conhecer a vergonha é semelhante à coragem (zhi, ren, yong ... três dos brotos da virtude de Mengzi)"
Esse trecho é comparável com o clássico confuciano Grande Saber, que começa com: "O Caminho de aprender a ser grande consiste em manifestar o caráter claro, amar o povo e permanecer no bem maior". Pode-se correlacioná-lo com a prudência da virtude romana, especialmente se alguém interpreta "caráter claro" como "consciência limpa". Confúcio também disse: "Conhecimento real é conhecer a extensão da própria ignorância".
No taoísmo, a sabedoria é interpretada como adesão aos Três Tesouros: caridade, simplicidade e humildade. "Quem conhece os outros homens está discernindo [智]; quem conhece a si mesmo é inteligente [明].(Tao Te Ching 33)

### Conceito no espiritismo
O espiritismo distingue a sabedoria do conhecimento teórico ou científico; ao enunciar uma "escala dos espíritos" Allan Kardec estabelece por padrão dez classes de espíritos que vão desde os que denomina "espíritos impuros" (décima classe) aos "puros" (primeira); assim, um espírito devotado à busca conhecimento e que menospreza o saber moral estaria na "quarta classe", a dos "espíritos sábios"; já aqueles que procuram aperfeiçoar suas qualidades morais de forma elevada compõem a "terceira classe", a dos "espíritos de sabedoria" que, mesmo possuindo limitações intelectuais, possuem um juízo reto sobre os homens e as coisas; ambas as características - saber e sabedoria, estão juntos à bondade nos espíritos da "segunda classe", a dos "espíritos superiores"; esta escala resume como deve ser a evolução espiritual do ser humano através das sucessivas encarnações, desde o grau mais primitivo até aquele em que a sabedoria é plena. Kardec, assim, aproxima a visão espírita-cristã daquilo que pregavam os filósofos gregos Sócrates e Platão.

### Outros
Na mitologia nórdica, o deus Odin é especialmente conhecido por sua sabedoria, muitas vezes adquirida através de várias dificuldades e provações envolvendo dor e auto-sacrifício. Em um exemplo, ele arrancou um olho e ofereceu a Mímir, guardião do poço de conhecimento e sabedoria, em troca de uma bebida do poço. Em outro relato famoso, Odin ficou pendurado por nove noites em Yggdrasil, a Árvore do Mundo que une todos os reinos da existência, sofrendo de fome e sede e finalmente se ferindo com uma lança até obter conhecimento de runas para usar uma magia poderosa. Ele também foi capaz de adquirir o hidromel da poesia dos gigantes, uma bebida a qual poderia conceder o poder de um erudito ou poeta, para o benefício de deuses e mortais igualmente.
Na escritura bahá'í, "A essência da sabedoria é o temor de Deus, o pavor de Seu flagelo e punição, e a apreensão de Sua justiça e decreto".  A sabedoria é vista como uma luz que expulsa a escuridão, e "seus ditames devem ser observados em todas as circunstâncias". Alguém pode obter conhecimento e sabedoria através de Deus, sua Palavra e de sua Manifestação Divina, e a fonte de todo aprendizado é o conhecimento de Deus.
No universo do Star Wars, a sabedoria é valorizada na narrativa dos filmes, tendo George Lucas figurado assuntos morais e de espiritualidade presentes em temas mitológicos e filosóficos, inspirado por exemplo pelo livro O Herói de Mil Faces de Joseph Campbell. O Mestre Yoda é considerado uma figura popular de sabedoria devido à imagem de "Monge Oriental", e é usado em citações de forma análoga às dos pensadores chineses ou sábios orientais em geral. O livro "The Tao of Yoda", pelo psicólogo D. W. Kreger, adapta a sabedoria do Tao Te Ching em correlação ao pensamento de Yoda. O conhecimento é canonicamente considerado um dos três pilares dos Jedis, o que também é citado no livro Jedi Path ("O Caminho Jedi"), e a sabedoria pode servir de princípio ao jediísmo. O Código Jedi também afirma: "Ignorância, ainda assim conhecimento". Em um estudo populacional de psicologia publicado por Grossmann e equipe em 2019, o mestre Yoda é considerado mais sábio do que Spock, outro personagem da ficção (da série Star Trek), devido à característica de emodiversidade (diversidade emocional), que é positivamente associada a raciocínio sábio: "Yoda abraça suas emoções e busca alcançar um equilíbrio entre elas. Yoda é conhecido por ser emocionalmente expressivo, por compartilhar uma boa piada com os outros, mas também por reconhecer a tristeza e seus erros do passado."

## Conceito psicológico
A sabedoria está relacionada à experiência, à maturidade que o indivíduo adquire com a vida (em contraposição ao talento - que é uma habilidade natural; e à perícia, ou conhecimento técnico), e seu conceito psicológico evoluiu a partir de 1990 com os estudos das formas variadas da inteligência.
A busca pela excelência no campo da psicologia positiva impulsionou a pesquisa empírica da sabedoria, associando-a à inteligência, e emprestando ao tema o cunho científico; por outro lado, no começo dos estudos, ainda na década de 1980, percebeu-se que o caráter das pessoas consideradas sábias trazia os seguintes aspectos: conhecimento, compreensão e experiência.
A sabedoria, assim, é algo relacionado à aquisição de conhecimento, mas isto vem acrescido dos aspectos emocionais e afetivos que, quando resultam num comportamento adequado, podem levar a um nível excepcional do funcionamento da pessoa: ou seja, ela avaliou, sentiu e lidou com uma situação problemática de forma ponderosa e equilibrada.
Os psicólogos começaram a coletar dados sobre crenças comuns ou teorias populares sobre a sabedoria. Seu estudo psicológico gerou duas teorias: a implícita e a explícita. Num resumo dos conceitos implícitos a sabedoria envolve inteligência, maturidade e criatividade - refletindo estado de espírito e comportamental equilibrados (internos da pessoa, portanto); já os adeptos das teorias explícitas dividem-se em três grupos conceituais: os que defendem ser a sabedoria um característica individual, própria da personalidade; os que dizem ser fruto do pensamento pós-formal e dialético e, finalmente, um "sistema especializado sobre o significado e a conduta da vida".
Assim, de um lado se pode definir a sabedoria como o uso do conhecimento associado à experiência ou, contrariando este conceito, ser uma característica pessoal que certos indivíduos possuem como parte de sua personalidade, e não necessariamente ligado aos conhecimentos adquiridos em razão de treinamento recebido; neste último caso só se pode medir a sabedoria quando aplicada aos casos da vida, e não para a solução de propostas hipotéticas.
Análises iniciais indicam que, embora "exista uma sobreposição da teoria implícita da sabedoria com inteligência, percepção, espiritualidade e perspicácia, é evidente que a sabedoria é uma habilidade para lidar com questões difíceis da vida e adaptação às exigências complexas.".
Tais teorias implícitas contrastam com teorias explícitas e pesquisas empíricas sobre os processos psicológicos resultantes da sabedoria.. As opiniões sobre as definições psicológicas exatas da sabedoria variam, mas há algum consenso de que são críticos à sabedoria certos processos metacognitivos que proporcionam reflexão da vida e julgamento sobre assuntos críticos da vida. Esses processos incluem o reconhecimento dos limites do próprio conhecimento, o reconhecimento da incerteza e da mudança, a atenção ao contexto e a visão geral, além da integração de diferentes perspectivas de uma situação. Cientistas cognitivos sugerem que a sabedoria requer a coordenação de tais processos de raciocínio, pois eles podem fornecer soluções inteligentes para o gerenciamento da própria vida. Notavelmente, tal raciocínio é teoricamente e empiricamente distinto da inteligência geral. Robert Sternberg sugeriu que a sabedoria é fluida e não deve ser confundida com a inteligência (cristalizada) geral. Em consonância com essa ideia, os pesquisadores mostraram empiricamente que o raciocínio sábio é diferente do QI. Várias caracterizações mais sutis da sabedoria estão listadas abaixo.
Baltes e colegas em Wisdom: its structure and function in regulating lifespan successful development definiram sabedoria como "a capacidade de lidar com as contradições de uma situação específica e avaliar as consequências de uma ação para si e para os outros. É alcançada quando numa situação concreta, pode-se preparar um equilíbrio entre interesses intrapessoais, interpessoais e institucionais". O equilíbrio em si parece ser um critério crítico de sabedoria. A pesquisa empírica começou a dar suporte a essa ideia, mostrando que o raciocínio relacionado à sabedoria está associado ao equilíbrio entre os interesses intrapessoais e interpessoais ao enfrentar os desafios da vida pessoal e ao estabelecer metas para gerenciar conflitos interpessoais..
Pesquisadores no campo da psicologia positiva definiram a sabedoria como a coordenação do "conhecimento e experiência" e "seu uso deliberado para melhorar o bem-estar." Sob esta definição, a sabedoria é definida como um construto multidimensional com as seguintes facetas:
- Resolução de problemas com autoconhecimento e ações sustentáveis;
- Contextualidade, sinceridade às circunstâncias com conhecimento de seus aspectos negativos e positivos (ou restrições);
- Ações consistentes baseadas em valor, com conhecimento da diversidade em opiniões éticas;
- Tolerância à incerteza na vida com aceitação incondicional;
- Empatia consigo mesmo para entender as próprias emoções (ou para ser emocionalmente orientado), moral... etc. e outros sentimentos, incluindo a capacidade de ver a si mesmo como parte de um todo maior.

Esse modelo teórico não foi testado empiricamente, com exceção de uma ampla ligação entre o raciocínio relacionado à sabedoria e o bem-estar.
Grossmann e colegas sintetizaram a literatura psicológica anterior, indicando que, em face de situações da vida mal definidas, a sabedoria envolve certos processos cognitivos que fornecem um julgamento imparcial e sadio: (i) humildade intelectual ou reconhecimento de limites de conhecimento próprio; (ii) apreciação de perspectivas mais amplas do que o assunto em questão; (iii) sensibilidade à possibilidade de mudança nas relações sociais; e (iv) compromisso ou integração de diferentes perspectivas. É importante ressaltar que Grossmann destaca o papel fundamental dos fatores contextuais, incluindo o papel da cultura, experiências e situações sociais para a compreensão, o desenvolvimento e a propensão de mostrar sabedoria, com implicações para o treinamento e a prática educacional. Este relato situado da sabedoria introduziu uma nova fase do estudo acadêmico da sabedoria, usando métodos rigorosos baseados em evidências para entender os fatores contextuais que proporcionam um julgamento sólido. Por exemplo, Grossmann e Kross identificaram um fenômeno que chamaram de "o paradoxo de Salomão" - reflexões mais sábias sobre os problemas de outras pessoas em comparação com os seus. Tem o nome do rei Salomão, o terceiro líder do Reino Judeu, que demonstrou muita sabedoria ao fazer julgamentos sobre os dilemas de outras pessoas, mas carecia de discernimento quando se tratava de decisões importantes em sua própria vida.
Os cientistas empíricos também começaram a se concentrar no papel das emoções na sabedoria. A maioria dos pesquisadores concordaria que as emoções e a regulação emocional seriam fundamentais para gerenciar com eficácia os tipos de situações complexas e excitantes que mais exigiriam sabedoria. No entanto, muitas pesquisas empíricas se concentraram nos aspectos cognitivos ou metacognitivos da sabedoria, assumindo que a capacidade de raciocinar em situações difíceis seria primordial. Assim, embora as emoções provavelmente desempenhem um papel na determinação de como a sabedoria se desenrola em eventos reais e em refletir sobre eventos passados, somente recentemente evidências empíricas começaram a fornecer evidências robustas sobre como e quando diferentes emoções melhoram ou prejudicam a capacidade de uma pessoa de lidar com sabedoria. com eventos complexos. Uma descoberta notável diz respeito à relação positiva entre diversidade de experiência emocional e raciocínio sábio, independentemente da intensidade emocional.

### Medir a sabedoria

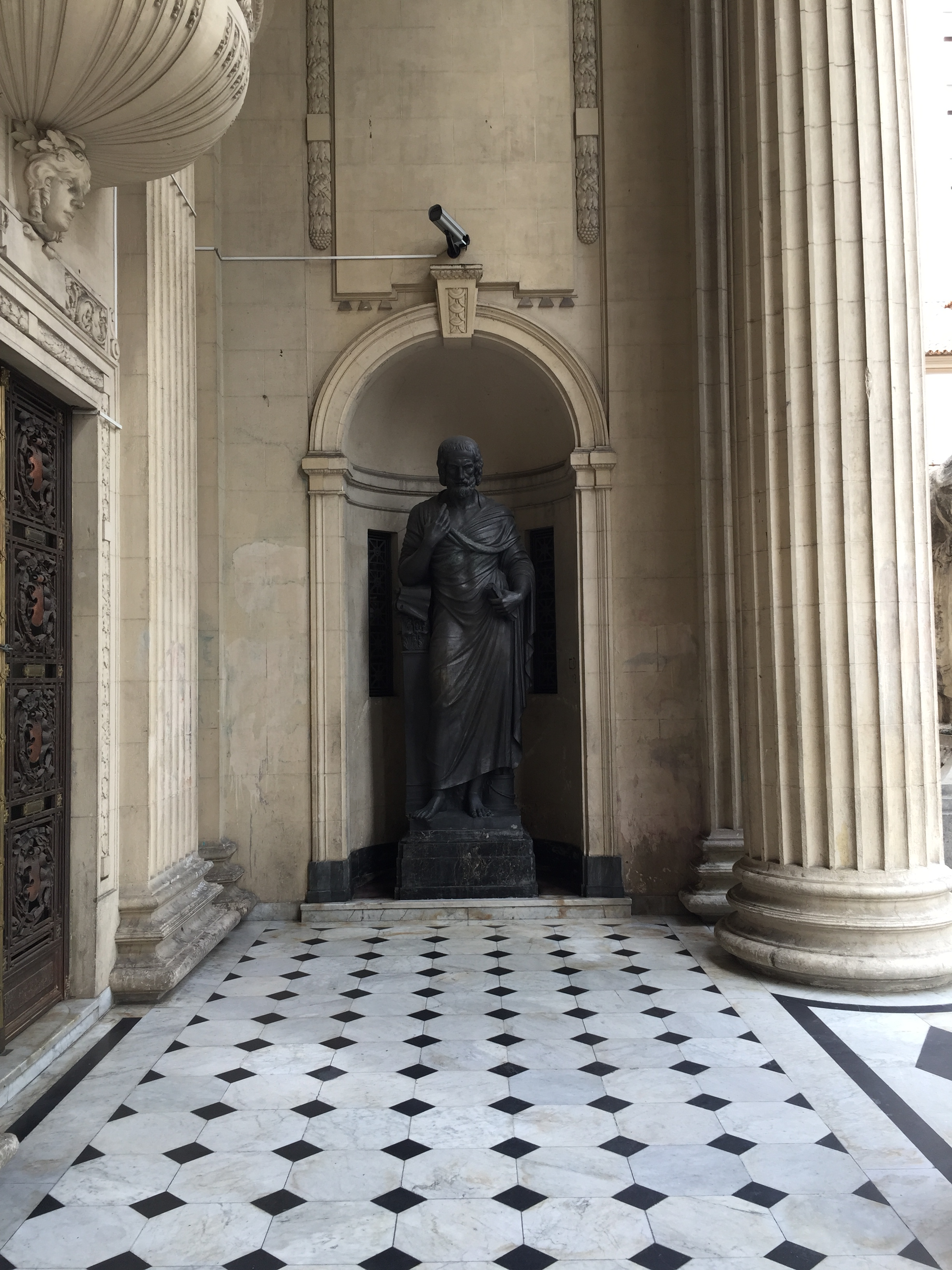
Estátua da Sabedoria, no Palácio Tiradentes, antiga sede da Assembleia Legislativa do Estado do Rio de Janeiro.

A medição da sabedoria muitas vezes depende da posição teórica do pesquisador sobre a natureza da sabedoria. Uma distinção importante aqui é a visão da sabedoria como um traço de personalidade estável ou, antes, como um processo limitado ao contexto. A abordagem anterior muitas vezes capitaliza em questionários únicos. No entanto, estudos recentes indicaram que tais questionários únicos produzem respostas tendenciosas, o que é antitético ao constructo de sabedoria, e negligencia a noção de que a sabedoria é melhor compreendida nos contextos em que é mais relevante, nomeadamente em desafios complexos da vida. Em contraste, a última abordagem defende a medição de características relacionadas à sabedoria da cognição, motivação e emoção no nível de uma situação específica. O uso de tais medidas no nível de um estado fornece respostas menos tendenciosas, bem como maior poder na explicação de processos psicológicos significativos. Além disso, o foco no nível da situação permitiu que os pesquisadores de sabedoria desenvolvessem uma compreensão mais completa do papel do próprio contexto para produzir sabedoria. Especificamente, os estudos mostraram evidências de variabilidade intercultural e intra-cultural e variabilidade sistemática no raciocínio de forma inteligente em contextos e na vida diária.
Muitos, mas não todos, estudos descobrem que as auto-avaliações de perspectiva/sabedoria dos adultos não dependem da idade.. Essa crença está em contraste com a noção popular de que a sabedoria aumenta com a idade. A resposta à questão da associação entre a idade e a sabedoria depende de como se define a sabedoria e a estrutura metodológica usada para avaliar alegações teóricas. O trabalho mais recente sugere que a resposta a essa questão também depende do grau de experiência em um domínio específico, com alguns contextos favorecendo os adultos mais velhos, outros favorecendo os adultos mais jovens e alguns não diferenciando os grupos etários. Notavelmente, um trabalho longitudinal rigoroso é necessário para descompactar completamente a questão da relação idade-sabedoria e esse trabalho ainda é notável, com a maioria dos estudos confiando em observações transversais.

## Sapiência
A sapiência está intimamente relacionada com o termo "sophia", muitas vezes definida como "sabedoria transcendente", "realidade última", ou a verdade última das coisas. Diz-se que a perspectiva sapiencial da sabedoria está no coração de toda religião, onde ela é frequentemente adquirida através do conhecimento intuitivo. Esse tipo de sabedoria é descrito como indo além da mera sabedoria prática e inclui o autoconhecimento, interconectividade, origem condicionada dos estados mentais e outros entendimentos mais profundos da experiência subjetiva. Esse tipo de sabedoria também pode levar à capacidade de um indivíduo de agir com julgamento apropriado, compreensão ampla das situações e maior apreciação/compaixão em relação aos outros seres vivos.
A palavra sapiência é derivada do latim sapientia, que significa "sabedoria". O verbo correspondente sapere tem o significado original de "saborear", daí "perceber, discernir" e "conhecer"; seu particípio presente sapiens foi escolhido por Carl Linnaeus para o binômio latino para a espécie humana, Homo sapiens.